# Jean Despeaux
Jean Despeaux (n. 22 octombrie 1915, Paris, Île-de-France, Franța – d. 25 mai 1989, Largentière, Rhône-Alpes, Franța) a fost un boxer ce a reprezentat Franța, medaliat olimpic. A participat la o ediție a Jocurilor Olimpice (1936) în care a câștigat o medalie de aur.

## Participări
Lista de mai jos prezintă principalele competiții la care a participat Jean Despeaux de-a lungul carierei.
- boxing at the 1936 Summer Olympics – middleweight[*]